# Cetema transversum
Cetema transversum är en tvåvingeart som beskrevs av Collin 1966. Cetema transversum ingår i släktet Cetema och familjen fritflugor. Inga underarter finns listade i Catalogue of Life.